# Höllental (Niederösterreich)

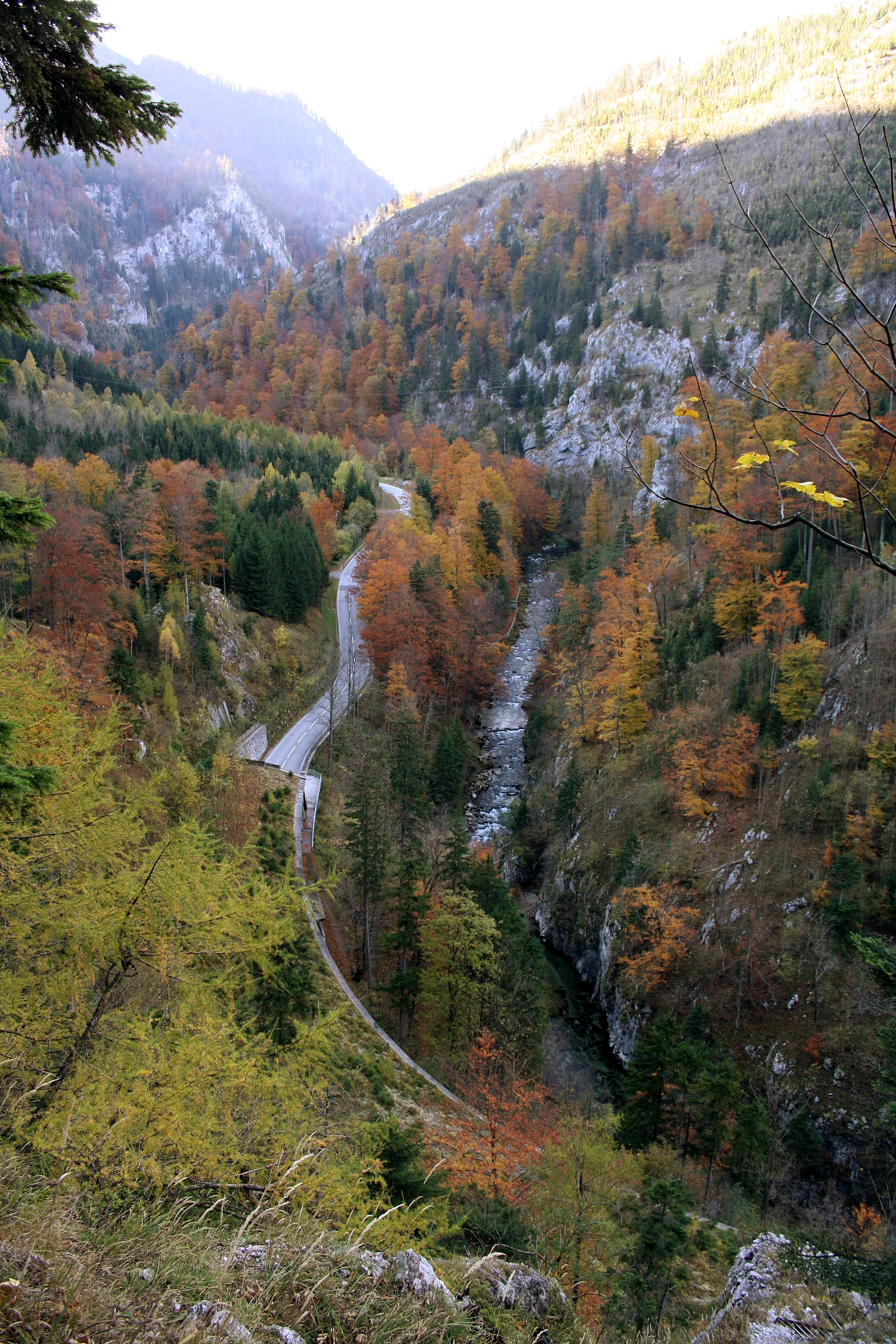
Das Höllental auf der Höhe des Großen Höllentals Richtung Nordwest. Links die Höllental-Straße mit einer Lawinenschutzgalerie-Verbauung und rechts die Schwarza

Das Höllental in Niederösterreich ist ein von der Schwarza durchflossenes Engtal zwischen den steilen Kalksteinmassiven Schneeberg und Rax.

## Beschreibung
Es erstreckt sich auf einer Länge von 16,5 km zwischen Schwarzau im Gebirge und Hirschwang und gehört auf Grund seiner Naturschönheit zum Natura-2000-Gebiet Nordöstliche Randalpen: Hohe Wand - Schneeberg - Rax. Größere Seitentäler sind das Weichtal, das Große Höllental (obwohl viel kleiner), der Kesselgraben, das Nasswaldtal und das Voisbachtal. Dem Verlauf folgt eine gut ausgebaute Straße, die Höllentalbundesstraße (B 27), eine besonders bei Motorradfahrern beliebte Touren-Strecke. Im Tal und den Seitentälern befinden sich einige wichtige Quellen zur Trinkwasserversorgung (Fuchspassquelle, Kaiserbrunn und Wasseralmquelle), deren Wasser über die I. Wiener Hochquellenwasserleitung in die österreichische Bundeshauptstadt Wien geleitet wird. Anlässlich des 125-jährigen Bestehens der 1. Wiener Hochquellenwasserleitung wurde entlang der schönsten Abschnitte der Leitungstrasse der sogenannte 1. Wiener Wasserleitungsweg errichtet, der hier als Wanderweg zwischen Kaiserbrunn und Hirschwang seinen Anfang nimmt. Über Geschichte und Bau der Wasserleitung sowie die Wasserversorgung Wiens gibt das Wasserleitungsmuseum Kaiserbrunn Auskunft.

## Tourismus
Da das Tal ein beliebtes Ausflugsgebiet ist, gibt es mehrere Gaststätten entlang der Straße: das Weichtalhaus am Beginn des Weichtals und in Kaiserbrunn den Landgasthof Kaiserbrunn. Das Höllental ist Ausgangspunkt für Alpintouren auf den Schneeberg und die Rax. Die Schwarza wird in diesem Bereich zum Baden und Wildwasserkajak-Fahren genutzt und als Fliegenfischgewässer bewirtschaftet.
Als öffentliches Verkehrsmittel durch das Höllental steht eine Linienbusverbindung von Rohr im Gebirge bzw. Schwarzau im Gebirge zum Bahnhof Payerbach-Reichenau zur Verfügung, die mehrmals täglich in beide Richtungen geführt wird. Darüber hinaus verkehrt an Wochenenden in den Sommermonaten die Museumseisenbahn Payerbach-Hirschwang von der Semmeringbahn bis zum Beginn des Höllentals.

## Galerie

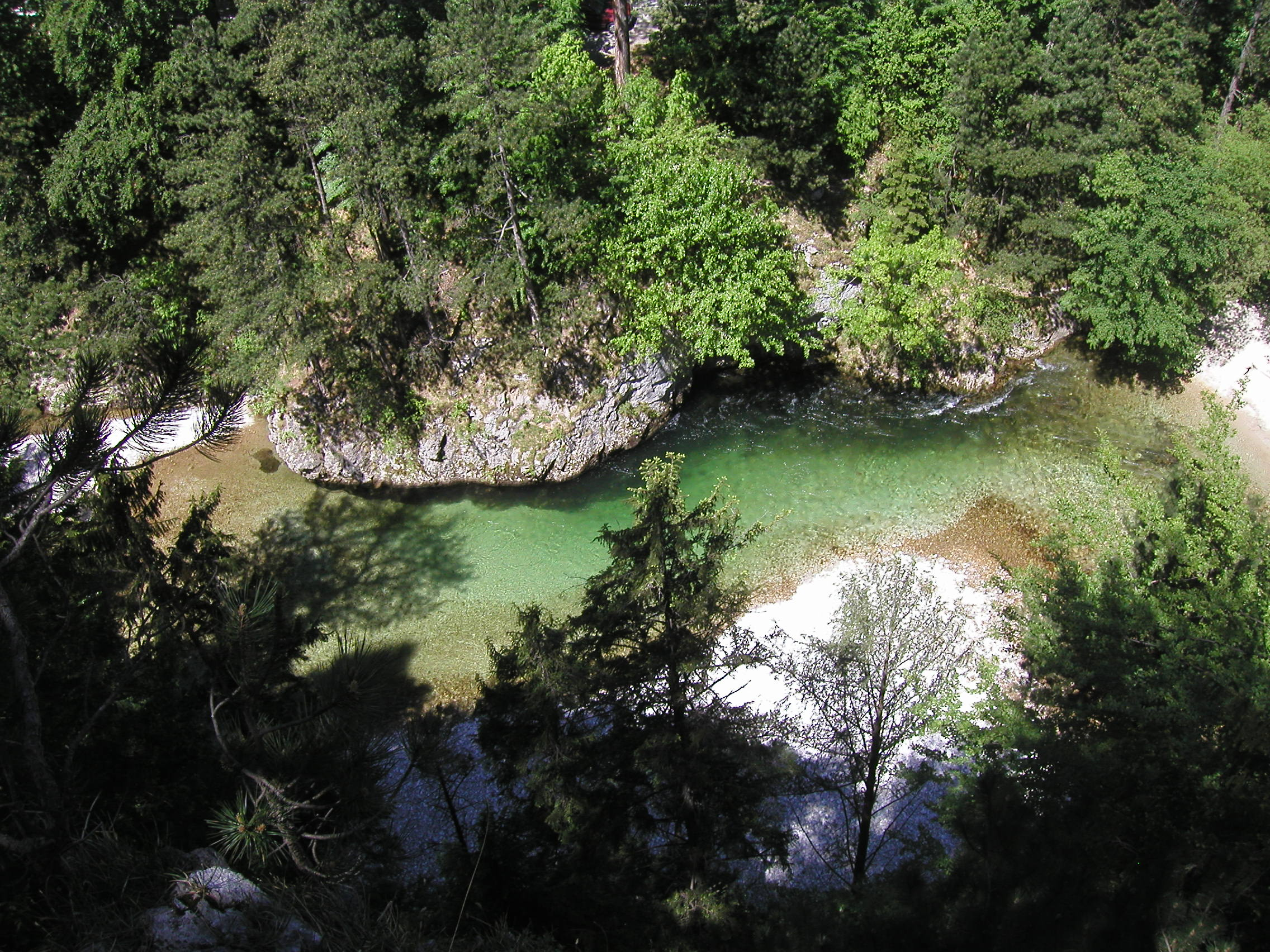
Die Schwarza im Höllental
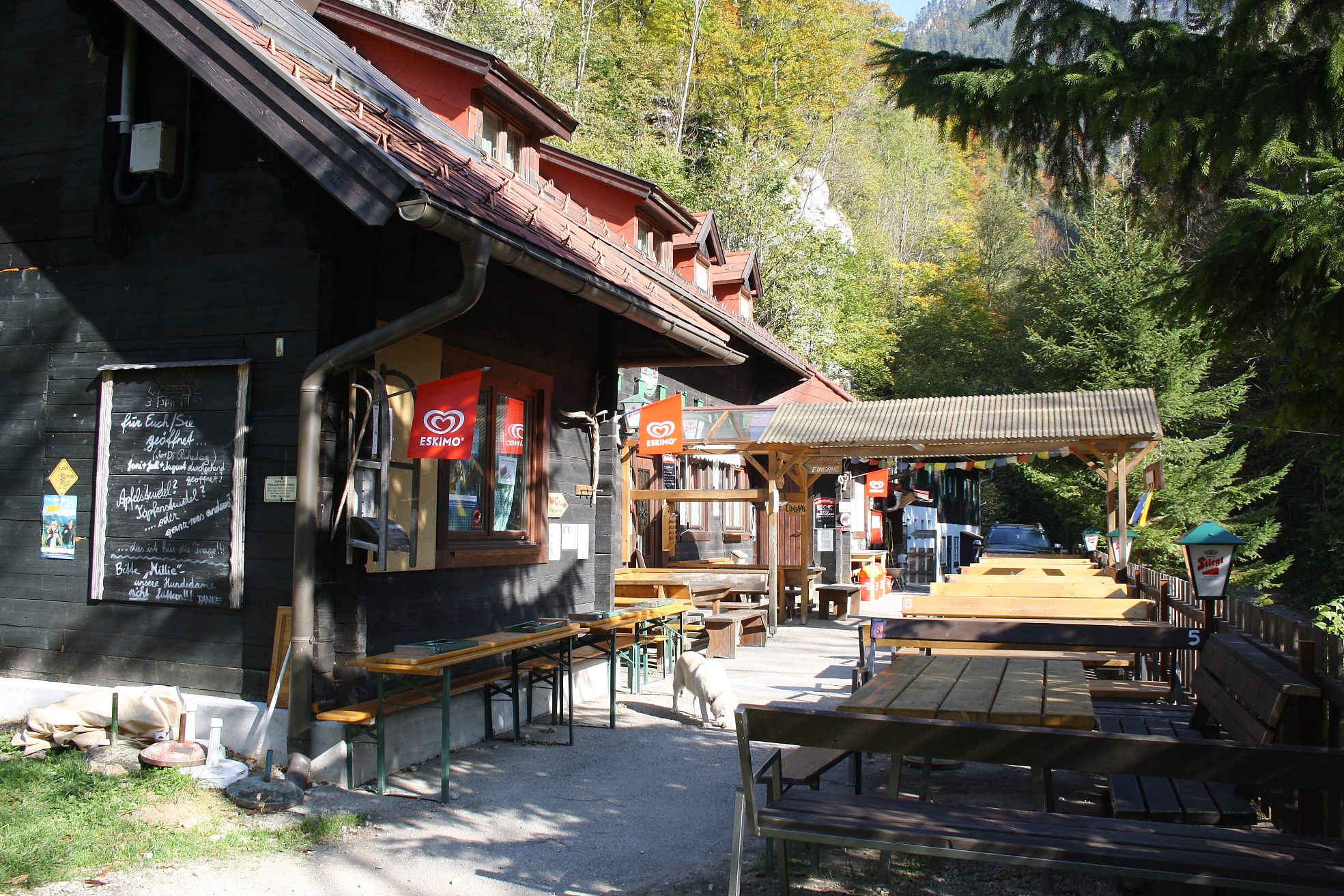
Das Weichtalhaus am Anfang der Weichtalklamm (2010)
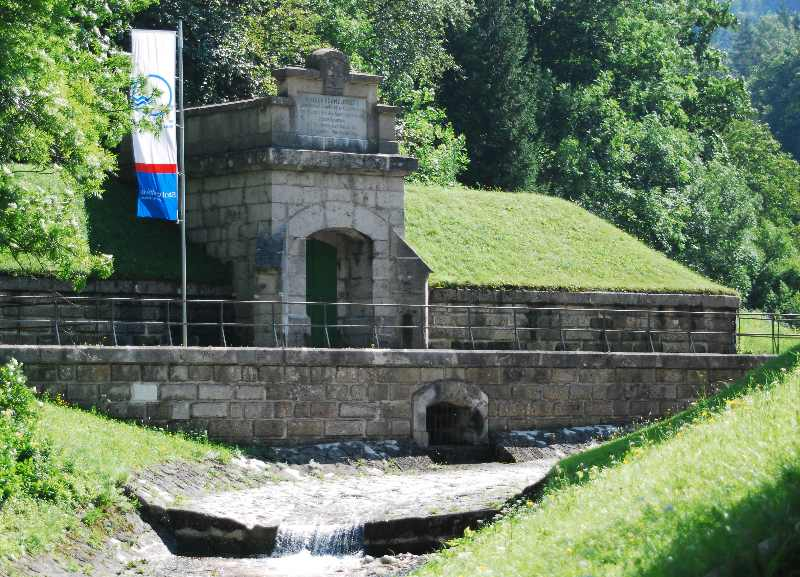
Das Wasserschloss der Kaiserbrunnen-Quelle in Kaiserbrunn
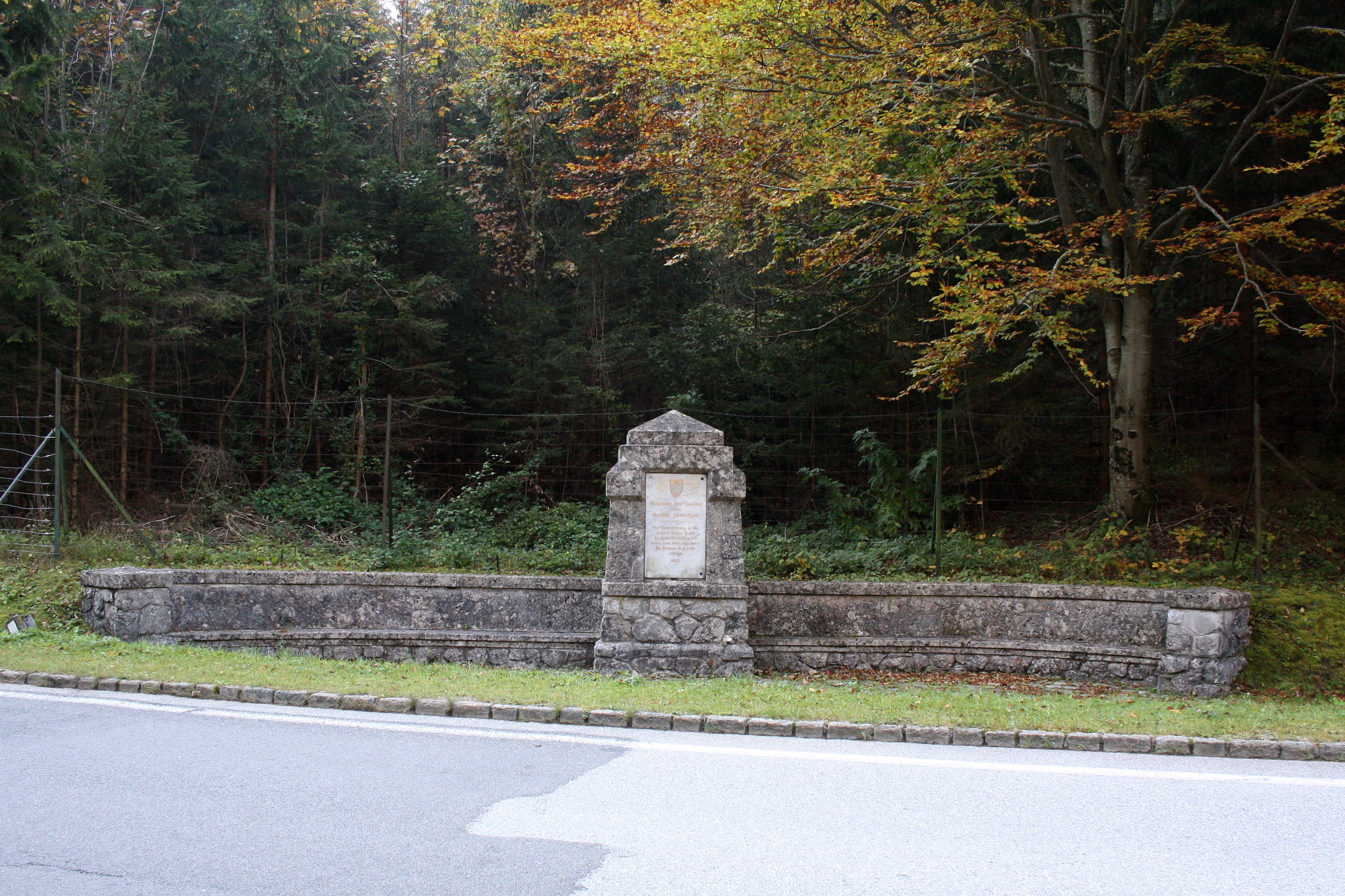
Das Denkmal für die Ursprungsquellen der Wiener Hochquellen-Wasserleitung beim Taleingang des Großen Höllentals

## Waldbrand Hirschwang - Höllental 2021
Ein am 25. Oktober 2021 ausgebrochener Waldbrand (115 Hektar) weitete sich innerhalb weniger Stunden zum „größten Einsatztechnischen Waldbrand, den es je in Österreich gab“ aus. Nach 13. Einsatztagen konnte vorläufig „Brand aus“ gegeben worden.